# Ентони Нести
Ентони Нести (Тринидад и Тобаго, 25. новембар 1967) је пливач из Суринама. Рођен је на Тринидаду и Тобагу, а кад је имао седам месеци породица се преселина на Суринам. Пливањем је почео да се бави са пет година. На Олимпијским играма дебитовао је са 16 година у Лос Анђелесу 1984. На 100 м делфин био је 21, а на 100 м слободно 49. Четири године касније остварио је највећи успех у својој каријери, злато на 100м делфин у Сеулу што је била прва медаља за Суринам на Олимпијским играма. На 200м делфин био је осми. На Светском првенству у Перту 1991. освојио је злато на 100м делфин, а наредне године у Барселони освојио је своју другу олимпијску медаљу, овог пута бронзу.
Године 1998. Ентони Нести примљен је у Међународну кућу славних водених спортова